# 越谷市斎場

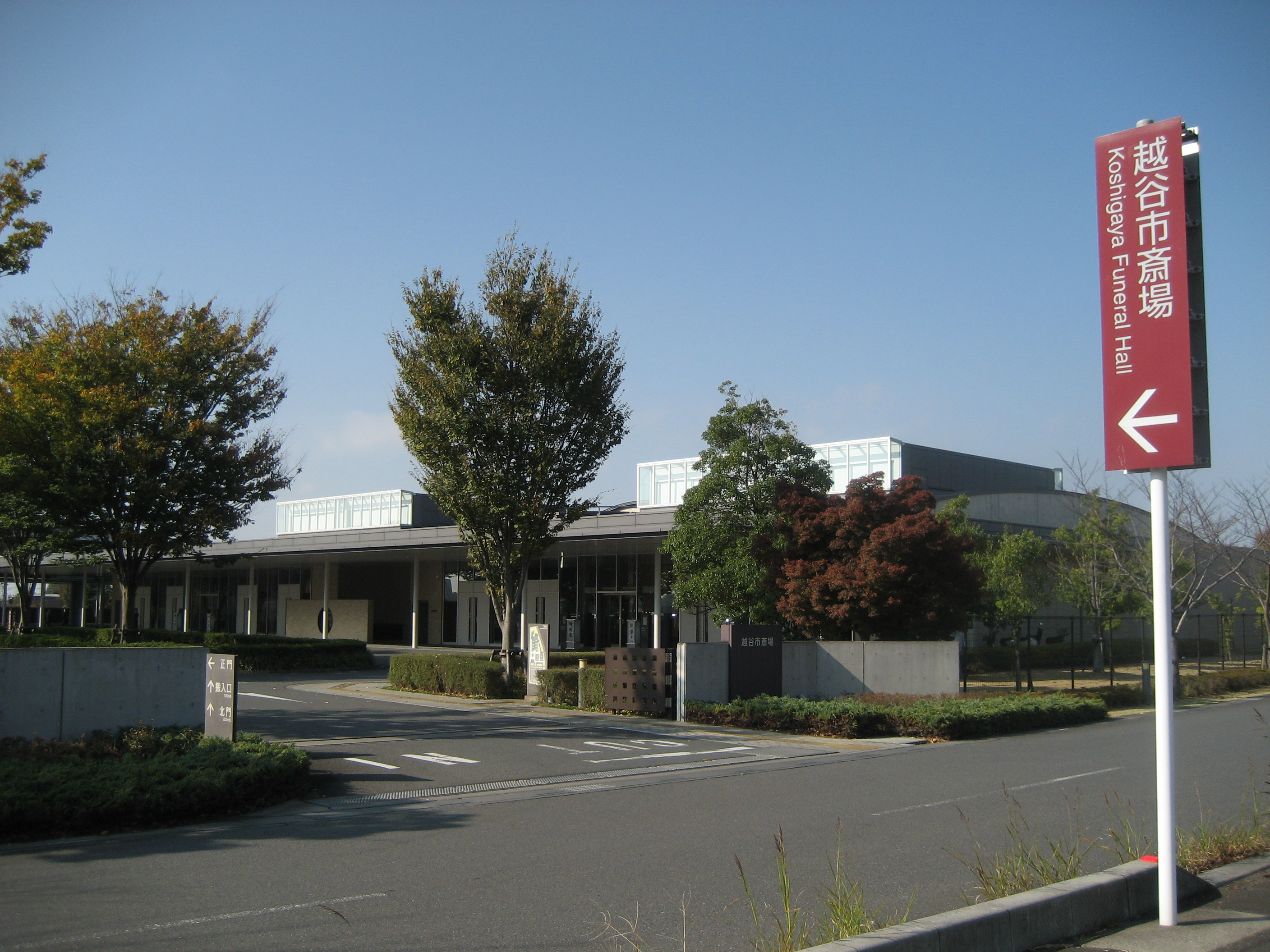
越谷市斎場

越谷市斎場（こしがやしさいじょう）は、埼玉県越谷市にある斎場・火葬場である。

## 概要
越谷市、吉川市、松伏町の広域斎場であり、越谷市では初のPFI事業で整備された。2005年の供用開始から20年間の運営及び維持管理をPFI越谷広域斎場株式会社に委託している。
2市1町のいずれかに住民票がある場合、市民料金での利用が可能である。
かつては越谷市、吉川市は単独で斎場を運営していた。越谷市斎場があった場所は現在イオンレイクタウンkaze入口付近であるが、レイクタウン造成により解体された。吉川市火葬場（平沼959）は、当時は田んぼの中であった、現在の中央1丁目24付近にあったが解体され、区画整理で中央平沼公園となっている。
建設地の増林の住民に配慮し、周辺に増林公園を造成している。

## 所在地
- 〒343-0011 埼玉県越谷市大字増林3989-1

## 休場日
- 1月1日、1月2日
- 友引の日

## 沿革
- 2003年（平成15年）12月 - 着工。
- 2005年（平成17年）
  - 6月 - 竣工。
  - 8月1日 - 供用開始。

## 施設

### 発注者
- 越谷市市民課管理係

### 事業方式
- PFI方式

### 事業スキーム
- SPC：PFI越谷広域斎場株式会社
- 工事監理：日建設計
- 設計：日建設計・大林組
- 建設・修繕：大林組炉設計
- 炉施工・炉修繕：宮本工業所[1]
- 維持管理・売店： 東京ビジネスサービス
- 炉管理・葬祭場管理：五輪

### 建物
- 鉄筋コンクリート造、一部鉄骨鉄筋コンクリート造 2階建
- 敷地面積 32,200m2
- 建築面積 10,380m2
- 延床面積 8,556m2

### 建物内
- 火葬炉 15基（うち1基が動物火葬炉である）
- 告別室 7室
- 収骨室 7室
- 待合室 14室
- 式場 4室
- 控室 4室
- 売店 あり

### 駐車場
- 普通車 350台
- マイクロバス 20台
- 車椅子使用者用 8台

## 通夜・告別式
- 2013年現在、通夜は斎場の規定により、午後5時30分開式か午後6時30分開式となっている。

## 最寄駅
- JR武蔵野線南越谷駅・東武伊勢崎線（東武スカイツリーライン）新越谷駅からタローズバスで「増林小学校入口」下車、徒歩で15分。
「増林公園（越谷市斎場）」発着のバスも設定されているが、夕方2往復のみである。
- 東武伊勢崎線（東武スカイツリーライン）越谷駅からタクシーで15分
- JR武蔵野線吉川駅からタクシーで20分